# Зорица Панчић
Зорица П. Панчић (мкд. Зорица П. Панчиќ, Скопље, 1972) је македонска и српска гласовна, филмска, телевизијска и позоришна глумица.

## Биографија
Зорица Панчић је рођена у Скопљу 1972. године. Глуму је дипломирала на Факултету драмских уметности у Скопљу 1994. године. Игра у позориштима у Скопљу, Штипу и Куманову. Снимила је бројне ТВ рекламе и водила је неколико ТВ емисија. Бавила се и синхронизацијом цртаних филмова на српски и македонски језик у студију Кларион.

## Филмографија
| Год.      | Назив                         | Улога         |
| --------- | ----------------------------- | ------------- |
| 1998      |                               |               |
| 1998      | На Балканот не се пије чај    |               |
| 2002      | Вампирџија                    | Василија      |
| 2006      | Мост                          | Благуна       |
| 2007      | Досије - К                    | Снежа         |
| 2007      | Елегија за тебе               | Невенка Вујић |
| 2010      | Народни приказни              |               |
| 2010      | Македонски стари приказни     |               |
| 2011      | Трето па маско                |               |
| 2010-2012 | Македонски народни приказни 3 |               |
| 2013      | Тврдокорни                    | Марија        |
| 2014-2015 | Македонски народни приказни   |               |
| 2018      | Болното место на Мара и Жарко | Гинеколошкиња |

## Улоге у српским синхронизацијама
| Цртани филм                          | Улога                             |
| ------------------------------------ | --------------------------------- |
| Анималија (Кларион)                  | Мина                              |
| Барби Златокоса (Кларион)            | Пенелопи                          |
| Барби: лабудово језеро (Кларион)     | Вилинска краљица, Лајла           |
| Барби: Феритопија (Кларион)          | Азура                             |
| Барбини дневници (Кларион)           | Тија                              |
| Барби у божићној причи (Кларион)     | Кетрин Биднел                     |
| Барби и три мускетара (Кларион)      | Мијет, Мадам Хелена               |
| Барби у причи о сирени (Кларион)     | Калиса, Кејла                     |
| Барби: школа за принцезе (Кларион)   | Порша                             |
| Барби: савршени Божић (Кларион)      | Стејси (песме)                    |
| Барби: Марипоза и кристални вилењаци | Краљица Марабела                  |
| Ленин ранч (Кларион)                 | Лена                              |
| Мала принцеза (Кларион)              | Краљица, слушкиња, итд.           |
| Мала сирена                          |                                   |
| Мали џин                             | Емили                             |
| Марта - пас који говори (Кларион)    | Марта, Алис                       |
| Мери-Кејт и Ешли у акцији            | Ешли Олсен / Ембер, Рене ла Руж   |
| Мистерије госпође Малард             | споредне улоге                    |
| Морске принцезе                      | Естер                             |
| Пустоловине са браћом Крет (Кларион) | Коки                              |
| Фиксизи (Кларион)                    | Симка, уводна шпица               |
| Френклин                             | Гуска                             |
| Хорсленд (Кларион)                   | Алма, Батон, Ангора, уводна шпица |
| Чаробне зубне виле                   | споредне улоге                    |
| Чаробница Лили                       | Лили, уводна шпица                |

## Улоге у македонским синхронизацијама
| Цртани филм            | Улога                                                               |
| ---------------------- | ------------------------------------------------------------------- |
| Анђелина балерина      | Анђелина, госпођица Мими                                            |
| Винкс (С1-2)           | Стела, гђица Фарагонда, гђа Грифин, уводна шпица                    |
| Винкс (С8)             | Стела, Сторми, гђица Фарагонда, гђа Грифин, Дијаспро итд.           |
| Гумени Тарзан          |                                                                     |
| Лего пријатељи (С1)    | Андреа                                                              |
| Миа и ја               | Миа                                                                 |
| ММП: ПЈЧ (С3-4)        | Твајлајт, Флатершај, Рерити, Селестија, Луна, Кејденс, уводна шпица |
| Марта, пас који говори | Марта, Алис                                                         |
| Поп Пикси              | Чата                                                                |
| Штрумпфови             | Штрумпфета                                                          |
| Штрумпфови 2           | Штрумпфета                                                          |